# 2004년 하계 올림픽 육상 여자 10,000m
2004년 하계 올림픽 육상 여자 10000m 경기는 2004년 8월 27일에 아테네 올림픽 스타디움에서 열렸다. 해당 선수가 결승전에 직행하기 때문에, 이 종목에서 예선 라운드가 없었다.

## 대회 일정
모든 경기 시간은 그리스 표준시 (UTC+2)
| 날짜                   | 경기시간 | 라운드 |
| ---------------------- | -------- | ------ |
| 2004년 8월 27일 금요일 | 21:50    | 결승   |

## 경기 결과
| 순위 | 선수명                | 국적           | 경기시간 | 참고 |
| ---- | --------------------- | -------------- | -------- | ---- |
| 1    | 싱후이나              | 중화인민공화국 | 30:24.36 | PB   |
| 2    | 에제가예후 디바바     | 에티오피아     | 30:24.98 | PB   |
| 3    | 데라르투 툴루         | 에티오피아     | 30:26.42 | SB   |
| 4    | 웨르크네시 키다네     | 에티오피아     | 30:28.30 |      |
| 5    | 로르나흐 키플라가트   | 네덜란드       | 30:31.92 |      |
| 6    | 선잉지에              | 중화인민공화국 | 30:54.37 | SB   |
| 7    | 옐레나 프로코프추카   | 라트비아       | 31:04.10 | NR   |
| 8    | 리디야 그리고리예바   | 러시아         | 31:04.62 |      |
| 9    | 루키 완구이           | 케냐           | 31:05.90 | PB   |
| 10   | 헬레나 야보르니크     | 슬로베니아     | 31:06.63 | NR   |
| 11   | 미하엘라 보테잔       | 루마니아       | 31:11.24 | NR   |
| 12   | 캐티 부틀러           | 영국           | 31:41.13 |      |
| 13   | 오시마 메구미         | 일본           | 31:42.18 |      |
| 14   | 마리에 다벤포르트     | 아일랜드       | 31:50.49 |      |
| 15   | 사브리나 모켄하우프트 | 독일           | 32:00.85 |      |
| 16   | 앨리스 팀빌릴리       | 케냐           | 32:12.57 |      |
| 17   | 샐리 바르소시오       | 케냐           | 32:14.00 |      |
| 18   | Harumi Hiroyama       | 일본           | 32:15.12 |      |
| 19   | 엘바 드라이어         | 미국           | 32:18.16 |      |
| 20   | 칼로비치 어니코       | 헝가리         | 32:21.47 |      |
| 21   | 케이트 오네일         | 미국           | 32:24.04 |      |
| 22   | 갈리나 보고몰로바     | 러시아         | 32:25.10 |      |
| 23   | 아드리아나 페르난데스 | 멕시코         | 32:29.57 |      |
| 24   | 베니타 존슨           | 오스트레일리아 | 32:32.01 |      |
| 25   | 하일리 맥그리거       | 오스트레일리아 | 33:35.27 |      |
| 26   | 후쿠시 카요코         | 일본           | 33:48.66 |      |
| 27   | 나탈리아 케르체스     | 몰도바         | 34:04.97 |      |
|      | 소우아드 살렘         | 알제리         | DNF      |      |
|      | 나탈리야 베르쿠트     | 우크라이나     | DNF      |      |
|      | 폴라 래드클리프       | 영국           | DNF      |      |
|      | 페르난다 히베이루     | 포르투갈       | DNF      |      |